# ادفن ميتك (رواية)
ادفن ميتك هو كتاب من تأليف لويز بيني نشر عن دار مينوتور (مطبعة سانت مارتن، المملوكة لشركة ماكميلان للنشر) في 28 سبتمبر 2010. حازت الرواية على جائزة أنتوني لأفضل رواية عام 2011. وهي الرواية الغامضة السادسة التي يشارك فيها كبير المفتشين أرماند جاماتشي وتدور أحداثها في كيبيك.